# 辐射评估探测器

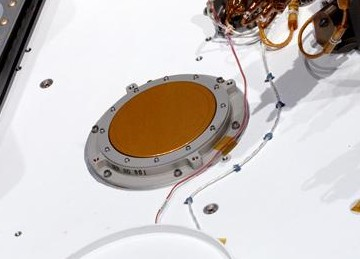
好奇号上的辐射评估探测器

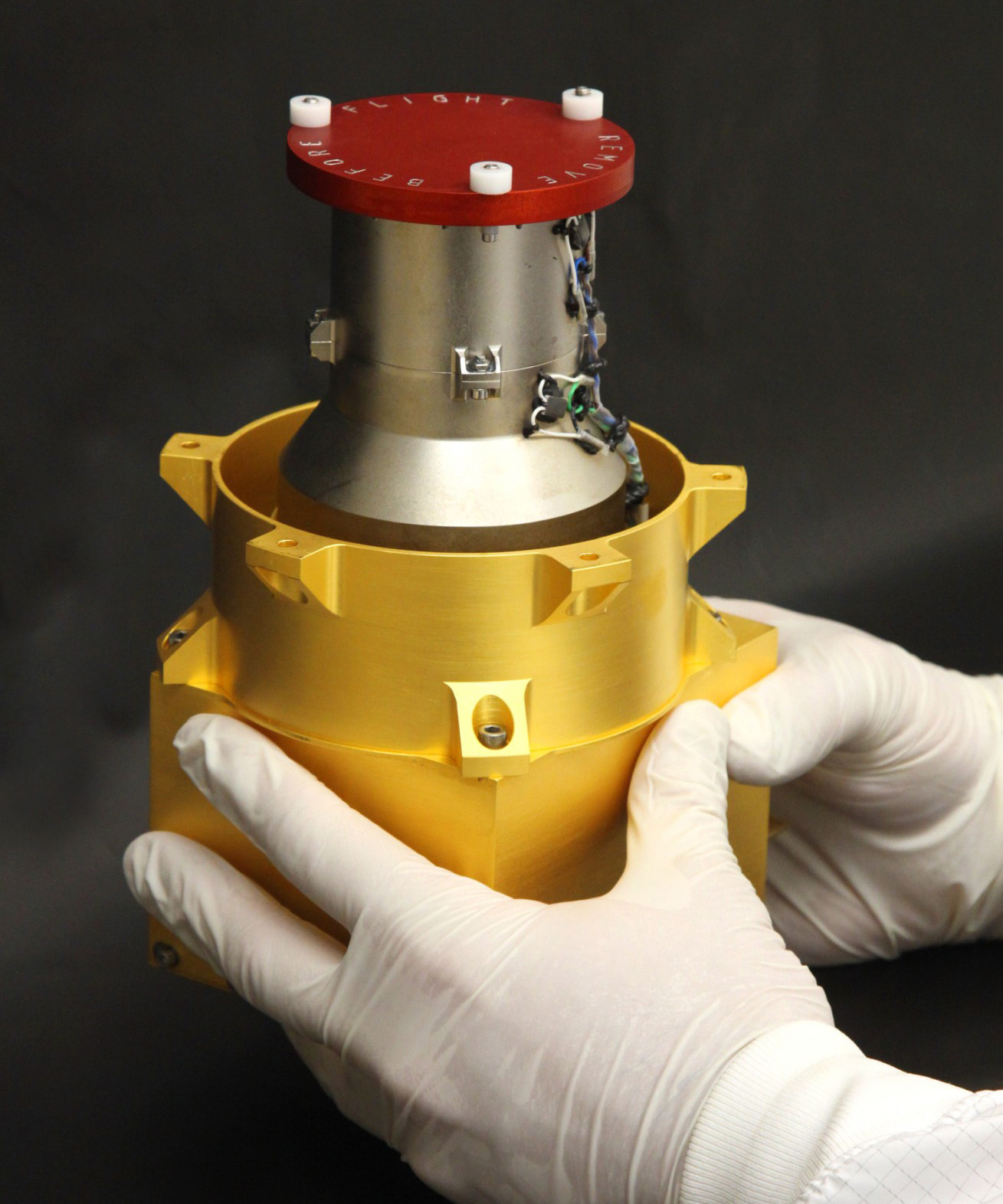
“好奇号”火星车(火星科学实验室)上的“辐射评估探测器”。

辐射评估探测器（Radiation Assessment Detector）简称RAD，是一台安装在火星科学实验室“好奇号”漫游车上的探测仪，为任务期间十台仪器中首个开启的探测器。

## 目的
辐射评估探测器的首要作用是描述巡航阶段航天器内的各类辐射环境，以前从未在星际空间航行的航天器内进行过这种测量。它的主要目的是确未来载人火星任务中人类旅行者的生存能力和防护需求，并描述火星表面的辐射环境，该项目于2012年8月火星科学实验室着陆后即行开始。辐射评估探测器在航天器发射后便打开，记录到了数次由太阳活动所引起的辐射峰值。
辐射评估探测器由美国宇航局总部探索系统任务理事会和德国航天局(DLR)赞助，美国西南研究院(SwRI)和德国克里斯蒂安-阿尔伯特基尔大学外星物理小组共同研发。

## 成果
2013年5月31日，美国宇航局科学家报告了巡航期间获得的结果，并指出即便使用当前推进系统和类似屏蔽的最短往返行程，也发现等效剂量辐射达到0.66±0.12希沃特，这意味着高能粒子辐射对任何载人火星任务都会造成巨大的健康风险。。
除了评估火星辐射环境外，来自辐射评估探测器的数据还可用于研究太空天气。在辐射评估探测器数据中检测到，抵达火星的日冕物质抛射因它们在银河宇宙辐射中的通过而引起福布什衰减(Forbush decrease) 。这些测量结果发现，当被周围较慢的太阳风拖曳时，快速日冕物质抛射甚至可在地球轨道之外继续减速。
2017年9月，美国宇航局报告称，火星表面的辐射水平临时出现翻倍，并与亮度较之前观测到的都高25倍的极光有关，这是本月中旬发生的一次出乎意料的大规模太阳质子事件和相关太阳风暴所导致。

## 天体生物学
与人类健康有关的辐射源也会影响微生物的生存及有机化合物和生物分子的保存。辐射评估探测器目前正在量化今天火星表面的生物致害性辐射通量，这将有助于确定这些通量在昼夜、季节、太阳周期和偶发性（耀斑、风暴）时段上的变化。这些测量将可计算出这种长期来累积的，会对已知地球微生物产生致命剂量的通量，在岩石或土壤中的深度。通过此类测量，科学家们可了解到生命必须或过去要在地表下多深才能得到保护。
2014年1月发表的辐射探测数据研究表明，“电离辐射强烈影响化学成分和结构，尤其对于水、盐和有机物等氧化还原敏感成分” 。该报告进一步指出，地表“原位”测量以及地下估算的结论—限制了火星地表下数米深处的有机物在挖掘和暴露于电离辐射后的保存期。

## 图集
- 辐射剂量-火星旅程/表面(火星科学实验室)(2011年-2013年)[3][4][5]。
- 从地球到火星航行期间的辐射水平(2011年-2012年)
- 火星表面的辐射水平(2012年-2013年)
- 计量的生物组织的辐射剂量
- 行星际空间的电离辐射源

## 另请查阅
- 宇宙射线
- 太空航行对人体的影响
- 火星探测
- 宇宙射线对健康的威胁
- 载人火星任务
- 航天辐射致癌
- 太空医学
- 火星科学实验室任务年表